# Kutyaszálló (film)
A Kutyaszálló eredeti cím: Hotel for Dogs) 2009-ben bemutatott amerikai filmvígjáték, melyet Thor Freudenthal rendezett. A forgatókönyv Lois Duncan 1971-es azonos című regénye alapján készült. A főbb szerepekben Johnny Simmons, Emma Roberts, Jake T. Austin, Lisa Kudrow, Kevin Dillon, Kyla Pratt és Don Cheadle látható.
Az Amerikai Egyesült Államokban 2009. január 16-án mutatták be.

## Cselekmény
A film két árva, Andi és Bruce történetét meséli el, akik kutyáikat egy elhagyatott hotelben próbálják elrejteni, miután szigorú gyámjaik megtiltják az otthoni kutyatartást. Később több kóbor kutyát is befogadnak ide, melyek ellátása nem egyszerű feladat.

## Szereplők
| Szerep                                  | Színész             | Magyar hang   |
| --------------------------------------- | ------------------- | ------------- |
| Andi                                    | Emma Roberts        | Czető Zsanett |
| Bruce, Andi 12 éves öccse               | Jake T. Austin      | Timon Barna   |
| Dave, állatkereskedés vezetője          | Johnny Simmons      | Czető Roland  |
| Heather, állatkereskedés alkalmazottja  | Kyla Pratt          | Lamboni Anna  |
| Mark                                    | Troy Gentile        | Baráth István |
| Bernie Wilkins, szociális munkás        | Don Cheadle         | Maday Gábor   |
| Carol Wilkins, Bernie felesége          | Robinne Lee         | Pikali Gerda  |
| Lois Scudder, Andi és Bruce nevelőanyja | Lisa Kudrow         | Spilák Klára  |
| Carl Scudder, Andi és Bruce nevelőapja  | Kevin Dillon        | Láng Balázs   |
| Max, sintér                             | Eric Edelstein      | Németh Gábor  |
| Jake, sintér                            | Ajay Naidu          | Juhász György |
| Ms. Camwell                             | Yvette Nicole Brown |               |

## A film készítése
A film a Nickelodeon második filmje, melyet a DreamWorks Pictures készített. A forgatás 2007 novemberében kezdődött, a jeleneteket Los Angelesben és a kaliforniai Universal Cityben vették fel. A filmben szereplő kutyákat a forgatást megelőzően hónapokon át képezték. Közel nyolcvan fiút hallgattak meg a főszerepre, mire végül sikerült kiválasztani a Bruce-t alakító Jake T. Austint.